# Municipio de Central (Carolina del Norte)
El municipio de Central (en inglés: Central Township) es un municipio ubicado en el  condado de Bladen en el estado estadounidense de Carolina del Norte. En el año 2010 tenía una población de 1.259 habitantes.

## Geografía
El municipio de Central se encuentra ubicado en las coordenadas 34°40′35.41″N 78°37′25.37″O / 34.6765028, -78.6237139.